# Scopula bimacularia
Scopula bimacularia är en fjärilsart som beskrevs av John Henry Leech 1897. Scopula bimacularia ingår i släktet Scopula och familjen mätare. Inga underarter finns listade.